# 曲波 (足球运动员)
曲波（1981年7月15日—），出生于天津，已退役的中国足球运动员，曾是中国国家足球队成员。

## 职业生涯
1999年曲波当时在火车头的青年队，被西安队租借参加城运会的他被带队参加城运会的青岛队教练汤乐普看上，结果在年底青岛海牛以430万人民币向天津火车头打包购买了包括曲波在内的5人。曲波进步迅速，在2000年他当选中国甲A联赛最佳新人。2000年的亚洲青年锦标赛，中国青年足球队战胜韩国，攻入制胜球的就是曲波，最后获得季军，进军2001年世青赛。在2001年的世青赛上表现出色，在与最终夺冠的阿根廷青年队的交手中，给对方制造了很大麻烦，这一届中国国青队也被誉为“超白金”一代。令他入选中国国家足球队参加2002年韩日世界杯。2002年他试训热刺表现优异，不过劳工证申请没能成功，随后又获得荷兰费耶诺德队的合同，但因在国奥队比赛中受伤左脚踝关节骨折，几乎令其退役，直至2003年5月伤愈复出。但在一次训练中，双脚同时骨折，被迫养伤大半年。2003年底，入选国奥队备战2004年奥运会预选赛，因甲亢病而修养到2004年4月复出。2007年重返中国国家足球队，不过他在亚洲杯前夕受伤，最终无缘亚洲杯決赛週。
2010年2月22日，曲波以450万人民币的身价转会加盟陕西浐灞。
2012年，曲波隨陕西浐灞迁到贵州继续在球队效力。
2014年中国足球夏季转会期间，曲波离开贵州人和，加盟青岛海牛队。
2016年，曲波加盟家乡球队天津泰达，在联赛中曲波很难得到上场机会，赛季结束后，泰达没有与他续约。
2017年3月，曲波正式宣布退役。

## 技术特点
曲波以速度快而出名，他的百米速度可以去到11秒2，因此被青岛球迷称为“追风少年”。
2010年2月10日，在日本东京味之素体育场，曲波上半场开场四分钟传中于海破门，下半场又与邓卓翔配合连过韩国多名后卫后打进一球，帮助中国国家足球队以3比0战胜了韩国国家足球队，结束自1978年以来32年逢韩不胜的“恐韩症”。

## 国家队进球
- 仅列出国际A级比赛进球

| 时间           | 地点     | 对手     | 比分 | 赛事                           | 进球(累计) |
| -------------- | -------- | -------- | ---- | ------------------------------ | ---------- |
| 2001年1月27日  | 奥克兰   | 美国     | 1-2  | 友谊赛                         | 1( 1)      |
| 2001年5月6日   | 金 边    | 柬埔寨   | 4-0  | 第17届世界杯预选赛亚洲区小组赛 | 1( 2)      |
| 2001年10月13日 | 沈 阳    |          | 3-0  | 第17届世界杯预选赛亚洲区十强赛 | 1( 3)      |
| 2002年12月12日 | 麦纳麦   | 巴林     | 2-2  | 巴林总理杯国际邀请赛           | 1( 4)      |
| 2007年10月21日 | 佛 山    | 緬甸     | 7-0  | 2010年世界盃預選賽             | 2( 6)      |
| 2008年1月27日  | 中 山    | 叙利亚   | 2-1  | 友谊赛                         | 1( 7)      |
| 2008年3月15日  | 昆 明    | 泰國     | 3-3  | 友谊赛                         | 1( 8)      |
| 2008年4月23日  | 洛杉矶   | 薩爾瓦多 | 2-2  | 友谊赛                         | 1( 9)      |
| 2008年12月17日 | 马斯喀特 | 阿曼     | 1-3  | 友谊赛                         | 1(10)      |
| 2009年1月14日  | 阿勒颇   | 叙利亚   | 2-3  | 2011年亞洲盃預選賽             | 1(11)      |
| 2009年7月18日  | 天 津    | 巴勒斯坦 | 3-1  | 友谊赛                         | 1(12)      |
| 2009年9月30日  | 呼和浩特 |          | 4-1  | 友谊赛                         | 1(13)      |
| 2009年11月14日 | 贝鲁特   | 黎巴嫩   | 2-0  | 2011年亞洲盃預選賽             | 1(14)      |
| 2010年2月14日  | 东 京    | 香港     | 2-0  | 2010年東亞足球錦標賽           | 2(16)      |
| 2010年6月26日  | 昆 明    |          | 4-0  | 友谊赛                         | 1(17)      |
| 2011年7月28日  | 万 象    |          | 6-1  | 2014年世界杯亚洲区预选赛       | 1(18)      |

## 註解
1. ↑  .   [2017-03-02]. （原始内容存档于2017-03-03）.
2. ↑  .   [2010-02-22]. （原始内容存档于2010-02-26）.
3. ↑  .   [2010-02-10]. （原始内容存档于2010-02-14）.